# Sơn Tiến
Sơn Tiến là một xã thuộc huyện Hương Sơn, tỉnh Hà Tĩnh, Việt Nam.
Xã Sơn Tiến có diện tích 38,13 km², dân số năm 1999 là 6738 người, mật độ dân số đạt 177 người/km².